# 声 (A.F.R.Oの曲)
「声」（こえ）はA.F.R.Oのインディーズの2枚目のシングル。トイズファクトリーから2011年11月16日に発売された。

## 収録曲
1. 声 [3:30]
  - 作詞・作曲 : A.F.R.O
2. One day [4:07]
  - 作詞・作曲 : A.F.R.O